# Mákovka vodní
Mákovka vodní (Podura aquatica Linnaeus, 1758) je druh řádu chvostoskoci patřící jako jeden ze čtyř do čeledi mákovkovitých, společně s druhem Podura infernalis jediný žijící. Jedná se o hojný druh vyskytující se v holarktické oblasti.
Jde o výhradně vodní druh, který po celý svůj život žije na hladině stojatých vod. Dosahuje délky asi 1,5 milimetru; druh je obvykle modrošedé, někdy načernalé barvy. Potrava druhu se skládá z bakterií, řas a pylových zrn plovoucích na hladině.
Vyskytuje se i v České republice, v letech 2010–2020 zde byl nahlášen celkem čtyřikrát.